# Primera División Uruguaya 1918
Il campionato era formato da dieci squadre e il Peñarol vinse il titolo.

## Classifica finale
| Pos. | Squadra              | G  | V  | N | P  | GF | GS | Punti |
| ---- | -------------------- | -- | -- | - | -- | -- | -- | ----- |
| 1    | Peñarol              | 18 | 15 | 2 | 1  | 43 | 5  | 32    |
| 2    | Nacional             | 18 | 14 | 2 | 2  | 52 | 9  | 30    |
| 3    | Universal            | 18 | 8  | 7 | 3  | 25 | 16 | 23    |
| 4    | Dublín               | 18 | 9  | 3 | 6  | 31 | 22 | 21    |
| 5    | Montevideo Wanderers | 18 | 9  | 1 | 8  | 25 | 21 | 19    |
| 6    | Reformers            | 18 | 5  | 6 | 7  | 9  | 22 | 16    |
| 7    | Central              | 18 | 4  | 6 | 8  | 13 | 21 | 14    |
| 8    | River Plate          | 18 | 4  | 6 | 8  | 16 | 40 | 14    |
| 9    | Charley              | 18 | 2  | 4 | 12 | 11 | 37 | 8     |
| 10   | Misiones             | 18 | 0  | 3 | 15 | 5  | 37 | 3     |

G = Partite giocate; V = Vittorie; N = Nulle/Pareggi; P = Perse; GF = Goal fatti; GS = Goal subiti; 